# Biljana Plavšić
Biljana Plavšić (Servisch: Биљана Плавшић) (Tuzla, 7 juli 1930) is een Bosnisch-Servisch voormalig politica en door het Joegoslaviëtribunaal veroordeeld oorlogmisdadigster. Ze was van 1996 tot 1998 president van de Republika Srpska, de door de internationale gemeenschap destijds niet-erkende Servische republiek in Bosnië-Herzegovina.

## Levensloop
Plavšić was voor de oorlog in Joegoslavië werkzaam als bioloog aan de universiteit van Sarajevo. Eerder werkte ze onder het Fulbright-programma twee jaar aan de Cornell University in New York. Ze specialiseerde zich in microscopie in Londen en in de fysiologie van planten in Praag en Bari.
Plavšić was lid van de SDS en werd tijdens de eerste democratische verkiezingen in 1990 in het presidentschap van Bosnië en Herzegovina gekozen. Na het uitroepen van de Republika Srpska in 1992 fungeerde ze kort als een van de twee presidenten. Gedurende de daaropvolgende oorlog in Bosnië (1992-1995) was ze vicepresident en lid van het opperste bevel van de Republika Srpska. Gedurende de oorlog werd ze algemeen gezien als radicaler nationalist dan de toenmalige president Radovan Karadžić. Toen Karadžić in 1995 als onderdeel van het Dayton-akkoord zijn functie moest opgeven, werd Plavšić tot president gekozen.
Als president veranderde Plavšić haar nationalistische standpunten radicaal om een meer gematigde koers te gaan varen. Zo begon ze de samenwerking met de internationale gemeenschap, waardoor er financiële steun binnenkwam en de Republika Srpska uit haar isolement gehaald werd. Ze verbrak de banden met de SDS en richtte een eigen partij op, de SNS. Ook benoemde ze de gematigde Milorad Dodik tot premier. Ze verloor de presidentsverkiezing van 1998 echter van de gezamenlijke kandidaat van de SDS en de SRS, Nikola Poplašen.

### Veroordeling en straf
In 2001 maakte het Joegoslaviëtribunaal een aanklacht tegen Plavšić openbaar, samen met aanklachten tegen Radovan Karadžić en Momčilo Krajišnik. De aanklacht tegen Plavšić bevatte twee zaken van genocide, vijf zaken van misdaden tegen de menselijkheid en eenmaal een overtreding van het oorlogsrecht. Als gevolg hiervan meldde ze zich vrijwillig bij het tribunaal op 10 januari 2001. In december 2002 kwam ze tot een akkoord met het tribunaal, en verklaarde ze zichzelf schuldig aan misdaden tegen de menselijkheid voor haar aandeel in de oorlog in Bosnië. Hierop liet het tribunaal de zeven andere aanklachten vervallen, en veroordeelde haar tot elf jaar. Van 2003 tot 2009 zat ze haar gevangenisstraf uit in de vrouwengevangenis Hinseberg in Frövi (Zweden). Tijdens haar gevangenschap schreef ze een boek over haar ervaringen tijdens de oorlog. Op 27 oktober 2009 werd ze vervroegd vrijgelaten. Terug in Bosnië verklaarde ze, dat ze onschuldig was, en dat ze schuld had bekend om een lagere straf te krijgen.
Op 15 maart 2021 werd ze opgenomen in een ziekenhuis in Belgrado met verschijnselen van Covid 19.
- Gemeinsame Normdatei: 12003011X
- International Standard Name Identifier: 0000 0000 5815 9453
- Library of Congress Control Number: n2009000776
- Nationale Bibliotheek van Israël: 987009461656105171
- Nationale Bibliotheek van Polen: a0000003769798
- Virtual International Authority File: 40199302
- WorldCat: E39PBJm4XHWdKYByb6G44yrg8C